# 이형구 (배우)
이형구(1989년 5월 22일 ~ )는 대한민국의 배우이다.

## 학력
- 한국예술종합학교 연기과

## 출연작

### 영화
- 《커피 느와르: 블랙 브라운》 (2017년) - 인영 역
- 《싱글라이더》 (2017년) - 인터뷰 남 / 멱살직원 역
- 《그물》 (2016년) - 남한군인 1 역
- 《사돈의 팔촌》 (2016년) - 수현 역
- 《용산나이트》 (2015년)
- 《그녀의 냉면 계산법》 (2014년) - 준호 역
- 《바람이 불어오는 곳》 (2014년) - 규혁 역
- 《아로마탈출》 (2014년) - 군인 역

### 연극
- 《망원동 브라더스》 - 삼동이 역
- 《인간동물원초》
- 《늘근도둑 이야기》 - 수사관 역
- 《안녕, 사서들》
- 《왕의 의자》